# Adelaide Chiozzo
Adelaide Chiozzo (São Paulo, 8 de maio de 1931 — Rio de Janeiro, 4 de março de 2020) foi uma atriz e acordeonista brasileira.

## Biografia
Foi estrela da Atlântida Cinematográfica (atuando em 23 filmes, inclusive em musicais com Oscarito e Grande Otelo) e renomada cantora da Rádio Nacional, onde atuou por 27 anos, participando, dentre outros, dos programas "Alma do Sertão" e "Gente Que Brilha". Em seus mais de vinte discos gravados, é dona de sucessos como "Beijinho Doce", "Sabiá na Gaiola", "Pedalando" e "Recruta Biruta". Recebeu vários prêmios e troféus, entre os quais, o título de "A Namoradinha do Brasil" (a primeira do país) e participou também como atriz nas novelas da Rede Globo: Feijão Maravilha e Deus nos Acuda. 
Adelaide, com seu famoso acordeão, já se apresentou por quase todas as cidades brasileiras, juntamente com seu esposo Carlos Matos, respeitado violonista brasileiro, e teve o seu espetáculo "Cada um Tem o Acordeon que Merece" aclamado pela crítica como o melhor espetáculo do ano de 1975. Em abril de 2003, foi agraciada pela Assembleia Legislativa do Estado do Ceará, com o título honorário de "cidadã cearense".
Morreu no dia 4 de março de 2020. A artista estava internada há 12 dias no CTI do Hospital Evangélico, no Rio, quando sofreu uma tromboembolia pulmonar e acabou não resistindo.

## Filmografia

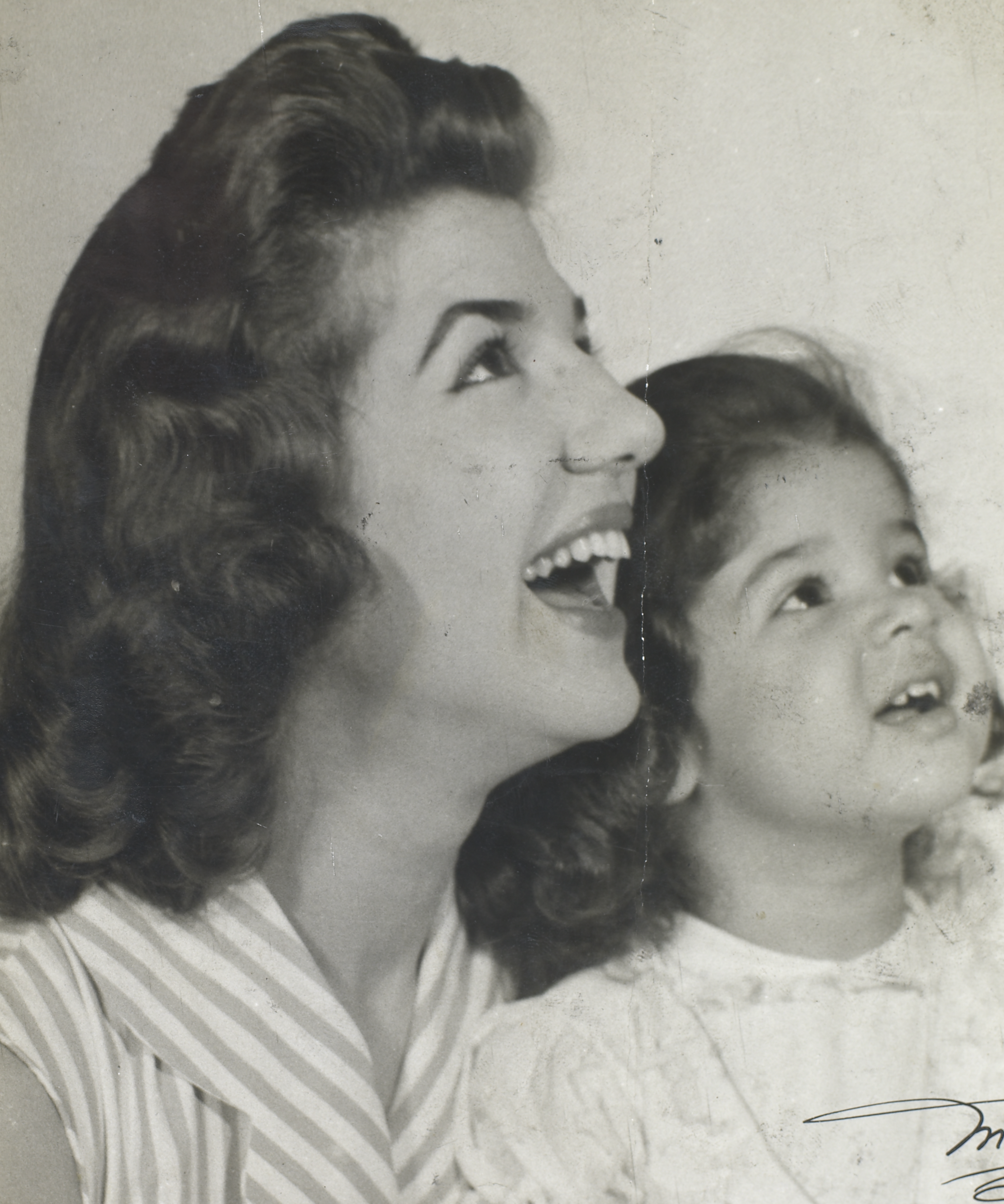
Adelaide Chiozzo com sua filha, Cristina Chiozzo, em 1957.

### Televisão
| Ano  | Título           | Papel                            |
| ---- | ---------------- | -------------------------------- |
| 1979 | Feijão Maravilha | Leonor                           |
| 1986 | Cambalacho       | Mulher do Príncipe em lua-de-mel |
| 1992 | Deus nos Acuda   | Jucelina                         |

### Cinema[2]
| Ano  | Título                       | Papel     |
| ---- | ---------------------------- | --------- |
| 1947 | Esse Mundo É um Pandeiro     |           |
| 1948 | É Com Este Que Eu Vou        |           |
| 1949 | Carnaval no Fogo             |           |
| 1950 | Aviso aos navegantes         | Adelaide  |
| 1951 | Aí Vem o Barão               | Iolanda   |
| 1952 | Barnabé, Tu És Meu           | Antonieta |
| 1952 | É Fogo na Roupa              | Diana     |
| 1954 | O petróleo é nosso           | Marisa    |
| 1954 | Malandros em Quarta Dimensão | Cantora   |
| 1956 | Sai de Baixo                 |           |
| 1956 | Genival É de Morte           |           |
| 1956 | Guerra ao Samba              |           |
| 1957 | Garotas e Samba              | Didi      |
| 1975 | Assim Era a Atlântida        |           |